# Xã Liberty, Quận Fillmore, Nebraska
Xã Liberty (tiếng Anh: Liberty Township) là một xã thuộc quận Fillmore, tiểu bang Nebraska, Hoa Kỳ. Năm 2010, dân số của xã này là 113 người.